# MailArchiva
MailArchiva（メールアーカイバ）は、Stimulus Software社が開発、提供する、無料のOpen Source Edition（オープンソース版）と有料のEnterprise Edition（エンタープライズ版）のデュアルライセンスのメールアーカイブソフトウェア。様々なOS、メールサーバ環境に対応でき、多言語対応のため、様々な国と地域で利用されている。コンプライアンス対策や訴訟対策として有効なだけでなく、アーカイブに蓄積されたメールを簡単な操作で検索して閲覧やエクスポート、転送できるため、問題発生時のメール復元や日常的にも有用なナレッジツールとして活用することができる。

## バージョン
MailArchiva(Open Source Edition) Ver. 1.9
2009年3月リリース。
MailArchiva(Open Source Edition) Ver. 1.9日本語パッケージ
2009年6月リリース。